# Raleigh 250 1957
Raleigh 250 1957 var ett stockcarlopp ingående i Nascar Grand National Series (nuvarande Nascar Cup Series) som kördes 4 juli 1956 på den 1 mile (1,609 meter) långa ovalbanan Raleigh Speedway i Raleigh i North Carolina. Totalt avverkades 250 miles (402,336 km) fördelat på 250 varv. Banunderlaget var asfalt. Loppet vanns av Paul Goldsmith i en Ford på tiden 3:18.10 körande för Smokey Yunick Racing. Goldsmiths snitthastighet var 75,693 mph. Prispotten uppgick till 17 175 dollar, varav 4 000 dollar gick till segraren.

## Resultat
| Plc     | Nr  | Förare            | Team/ bilägare         | Konstruktör | Start | Varv | Ledda varv |
| ------- | --- | ----------------- | ---------------------- | ----------- | ----- | ---- | ---------- |
| 1       | 3   | Paul Goldsmith    | Smokey Yunick Racing   | Ford        | 7     | 250  | 191        |
| 2       | 44  | Frankie Schneider | Hubert Westmoreland    | Chevrolet   | 1     | 250  | 37         |
| 3       | 12  | Joe Weatherly     | Holman Moody           | Ford        | 10    | 249  | 0          |
| 4       | 46  | Speedy Thompson   | Speedy Thompson        | Chevrolet   | 11    | 249  | 0          |
| 5       | 49  | Bob Welborn       | Bob Welborn            | Chevrolet   | 2     | 248  | 22         |
| 6       | 21  | Glen Wood         | Wood Brothers Racing   | Ford        | 12    | 246  | 0          |
| 7       | 87  | Buck Baker        | Buck Baker Racing      | Chevrolet   | 3     | 245  | 0          |
| 8       | 98  | Marvin Panch      | Marvin Panch           | Ford        | 31    | 245  | 0          |
| 9       | 48  | Possum Jones      | Bob Welborn            | Chevrolet   | 4     | 245  | 0          |
| 10      | 150 | Bill Walker       | i.u.                   | Ford        | 26    | 245  | 0          |
| 11      | 2   | Johnny Dodson     | i.u.                   | Oldsmobile  | 6     | 244  | 0          |
| 12      | 149 | Gwyn Staley       | Bob Welborn            | Chevrolet   | 18    | 243  | 0          |
| 13      | 11  | Fireball Roberts  | Fireball Roberts       | Ford        | 25    | 242  | 0          |
| 14      | 26  | Curtis Turner     | Holman Moody           | Ford        | 8     | 240  | 0          |
| 15      | 42  | Lee Petty         | Petty Enterprises      | Oldsmobile  | 13    | 240  | 0          |
| 16      | 80  | Jimmie Lewallen   | Rice Racing            | Pontiac     | 30    | 239  | 0          |
| 17      | 47  | Jack Smith        | Jack Smith             | Chevrolet   | 27    | 238  | 0          |
| 18      | 64  | Johnny Allen      | Spook Crawford         | Plymouth    | 19    | 236  | 0          |
| 19      | 39  | Dick Beaty        | Dick Beaty             | Ford        | 14    | 236  | 0          |
| 20      | 61  | Larry Frank       | Lonnie Fish            | Chevrolet   | 20    | 236  | 0          |
| 21      | 78  | Eddie Skinner     | Eddie Skinner          | Ford        | 32    | 234  | 0          |
| 22      | 75  | Ken Rush          | Frank Hayworth         | Mercury     | 16    | 232  | 0          |
| 23      | 35  | Bill Champion     | John Whitford          | Ford        | 38    | 231  | 0          |
| 24      | 90  | Emanuel Zervakis  | Donlavey Racing        | Ford        | 22    | 230  | 0          |
| 25      | 69  | Volney Schulze    | Volney Schulze         | Ford        | 41    | 229  | 0          |
| 26      | 32  | Brownie King      | Jess Potter            | Chevrolet   | 44    | 228  | 0          |
| 27      | 74  | L.D. Austin       | L.D. Austin            | Chevrolet   | 35    | 227  | 0          |
| 28      | 33  | George Green      | Jess Potter            | Chevrolet   | 49    | 225  | 0          |
| 29      | 4   | Bill Morgan       | i.u.                   | Ford        | 33    | 223  | 0          |
| 30      | 7   | Bill Taylor       | i.u.                   | Ford        | 28    | 223  | 0          |
| 31      | 71  | Joe Bill O'Dell   | i.u.                   | Chevrolet   | 50    | 222  | 0          |
| 32      | 94  | Clarence DeZalia  | Clarence DeZalia       | Ford        | 40    | 222  | 0          |
| 33      | 421 | T.A. Toomes       | C.M. Julian            | Dodge       | 36    | 222  | 0          |
| 34      | 888 | Chuck Hansen      | Chuck Hansen           | Chevrolet   | 47    | 219  | 0          |
| 35      | 5   | Darel Dieringer   | John Whitford          | Ford        | 42    | 218  | 0          |
| 36      | 78  | Shep Langdon      | Lonnie Fish            | Chevrolet   | 26    | 216  | 0          |
| 37      | 1A  | Whitey Norman     | Whitey Norman          | Ford        | 52    | 208  | 0          |
| 38      | 96  | Bobby Keck        | Bobby Keck             | Chevrolet   | 43    | 204  | 0          |
| 39      | 79  | Dick Klank        | i.u.                   | Ford        | 34    | 198  | 0          |
| 40      | 77  | Don Gray          | Lonnie Fish            | Chevrolet   | 24    | 194  | 0          |
| 41      | 88  | Duke DeBrizzi     | i.u.                   | Oldsmobile  | 37    | 190  | 0          |
| 42      | 70  | Harvey Eakin      | Harvey Eakin           | Ford        | 51    | 179  | 0          |
| 43      | 97  | Bill Amick        | Team Amick Motorsports | Ford        | 21    | 173  | 0          |
| 44      | 95  | Bob Duell         | Julian Buesink         | Ford        | 23    | 155  | 0          |
| 45      | 83  | Lennie Page       | Lennie Page            | Chevrolet   | 45    | 124  | 0          |
| 46      | 92  | Herb Thomas       | Herb Thomas Racing     | Pontiac     | 9     | 100  | 0          |
| 47      | 10  | Roger Baldwin     | Roger Baldwin          | Ford        | 46    | 78   | 0          |
| 48      | 17  | Jim Paschal       | Jim Paschal            | Mercury     | 17    | 78   | 0          |
| 49      | 93  | Ted Chamberlain   | Ted Chamberlain        | Plymouth    | 39    | 63   | 0          |
| 50      | 6   | Cotton Owens      | Nichels Engineering    | Pontiac     | 5     | 54   | 0          |
| 51      | 55  | Tiny Lund         | A.L. Bumgarner         | Pontiac     | 53    | 28   | 0          |
| 52      | 14  | Billy Myers       | Billy Myers            | Mercury     | 15    | 6    | 0          |
| 53      | 19  | Dave Terrell      | Dave Terrell           | Plymouth    | 48    | 3    | 0          |
| Källor: |     |                   |                        |             |       |      |            |